# Barabás Botond (vízilabdázó)
Barabás Botond (Budapest, 1991. július 8. –) magyar vízilabdakapus.

## Pályafutása
A Vasas saját nevelésű játékosa tagja volt a 2008-as ifjúsági Európa-bajnok válogatottnak. A 2010–11-es szezonban az Angyalföldi Sportiskola hálóját védte a magyar élvonalban, majd a 2011–12-es bajnoki évadtól újra nevelőegyesületénél játszik. A Vasassal 2012-ben bajnoki címet szerzett, majd májusban a vízilabda Bajnokok Ligája négyes döntőjében tartalékkapusként volt a keret tagja.

## Eredményei
Hazai
- Magyar bajnokság (OB I)
  - Bajnok (1): 2012 – TEVA-Vasas-UNIQA

Nemzetközi
- Ifjúsági Európa-bajnok (Belgrád, 2008)
- Universiade győzelem (Kazany, 2013)
- Universiade győzelem (Gwangju, 2015)